# Plectromerus thomasi
Plectromerus thomasi är en skalbaggsart som beskrevs av Eugenio H.Nearns och Branham 2008. Plectromerus thomasi ingår i släktet Plectromerus och familjen långhorningar.
Artens utbredningsområde är Haiti. Inga underarter finns listade i Catalogue of Life.